# Francisco Boedo
Francisco Boedo Vázquez (La Coruña, 29 de octubre de 1959) es un deportista español que compitió en judo adaptado. Ganó una medalla de plata en los Juegos Paralímpicos de Atlanta 1996 en la categoría de –86 kg.

## Palmarés internacional
| Juegos Paralímpicos | Juegos Paralímpicos      | Juegos Paralímpicos | Juegos Paralímpicos |
| Año                 | Lugar                    | Medalla             | Categoría           |
| ------------------- | ------------------------ | ------------------- | ------------------- |
| 1996                | Atlanta (Estados Unidos) | Medalla de plata    | –86 kg              |